# Limit 界限
《Limit 界限》（日语：リミット），是日本漫畫家末延景子的一部校園漫畫，2009年於11月號《別冊FRIEND》開始連載，台灣中文版由東立出版社代理，單行本全6卷。

## 故事概要
神奈川縣立陽乃高中2年4班的今野水希擅長學習和化妝，每天在班上的中心小團體裏渡過。一直以來看周圍的氣氛行事，努力構築了完美的日常……
“磨平尖爪，察言觀色，我能巧妙地活下去。直到那一天為止 我都是這麽想的。”
然而有一天，情況突變。去參加班級交流露營的中途，巴士從山崖上墜落。大多數學生因此身亡，僅包括水希在內的5位女生生還。最開始，她們都以為救援很快就會到……在平凡的日常中被隱藏的各種感情開始爆發，她們漸漸地開始有了隔閡，在極限的條件中，賭上了“幸存”這一賭注的生存遊戲開始了。她們究竟能不能平安生還呢？

## 登場人物
今野 水希
巴士遇難事件其中一位生還者。初中時曾和班上中心小團體背叛過好朋友一天，但在第二天時被好朋友聯同中心小團體欺負自己，在那天後，水希認為人與人之間是不平等的，有優劣、偏袒、歧視，例如長的好看的孩子通常會佔便宜，強者只要付出少許努力就能輕易活下去。
升上高中後為了能過平靜的日子，每天跟著以班上的風雲人物「姬澤櫻」為中心的小團體起舞，一直觀察著周圍的氣氛行事，努力構築完美日常，「磨平尖爪，察言觀色」正是她的行事準則，直到前往班級交流營的那天為止……
神矢 知惠子
巴士遇難事件其中一位生還者。冷靜、富有正義感的獨行俠，平常一個人獨來獨往，擁有自己的主見，在班級裏不附和主流團體，也不欺負他人。因為家中有兩個妹妹一個弟弟要她照顧，所以沒有時間認識朋友。爺爺曾經常常帶她和弟妹露營，所以對野外求生的知識很熟悉。
盛重 亞梨紗
巴士遇難事件其中一位生還者。喜歡畫漫畫，常被以同學姬澤櫻為首的人凌虐，卻不敢還手，個性陰暗的她只能把所有被欺負的次數，偷偷畫記在筆記本上。家庭暴力和校園欺凌受害者，認為世上沒有一個是自己的容身之所。從巴士中出來後看見姬澤櫻的死相反十分開心，由於性格的嚴重扭曲，在找到停留地後實施奴隸制度。最後被水希開解後，與水希等人成為了好朋友。
市之瀨 春
巴士遇難事件其中一位生還者。遇難後被日向冤枉是殺死薄井的人，被大家迫使跌到山崖，後被救援發現後救起。以前與姬澤櫻就讀同一所初中，姬澤櫻是她最重要的朋友，與和水希是在同一個班上中心小團體中渡過，但感情卻不是特別好，在遇難後成為了真正的朋友。
薄井 千影
巴士遇難事件生還後，因自行離開大隊被日向誤殺。是個容易受人影響的人，腳部受傷，因腳部受傷不能活動而誤會其他人認為自己是負擔，最後因害怕自己成為別人的負擔而拿著鎌刀逃走，水希本來有追出去找她，但因為水希在找到千影後看到遠處有人而暫時留下千影一人在原地，水希回來後千影已經不在原地。
日向 晴明
班上唯一生還的男學生，喜歡水希，曾是水希的游泳社同學。在遇到其他人前已經殺死了千影。遇見其他人後被水希問過有沒有見過千影時並沒有說出真相，曾經想過要殺光現存者，自己一個人以沒有殺過人的身份回家，但最後相信了所有人成了好朋友和在被救出後向警方說出所有事並認罪。
姬澤 櫻
巴士遇難事件的死者，水希跟隨的小團體的中心人物，輕視及和小團體的人欺凌盛重亞梨紗。
巌 惠
跟隨姬澤小團體的其中一人，水希的同班同學。
濟田
水希班上的級任導師。
紗子
水希中學時代的友人，水希曾經背叛過她一天，但後來卻聯同小團體欺負水希。

## 單行本
| 卷數 | 講談社         | 講談社                 | 東立出版社     | 東立出版社             | 封面人物    |
| 卷數 | 發售日期       | ISBN                   | 發售日期       | ISBN                   | 封面人物    |
| ---- | -------------- | ---------------------- | -------------- | ---------------------- | ----------- |
| 1    | 2010年2月12日  | ISBN 978-4-06-341668-8 | 2011年2月23日  | ISBN 978-986-10-6972-2 | 今野 水希   |
| 2    | 2010年6月11日  | ISBN 978-4-06-341690-9 | 2011年4月27日  | ISBN 978-986-10-6973-9 | 神矢 知惠子 |
| 3    | 2010年11月12日 | ISBN 978-4-06-341715-9 | 2011年8月10日  | ISBN 978-986-10-6974-6 | 盛重 亞梨紗 |
| 4    | 2011年3月11日  | ISBN 978-4-06-341734-0 | 2011年11月29日 | ISBN 978-986-10-7512-9 | 市之瀨 春   |
| 5    | 2011年7月13日  | ISBN 978-4-06-341750-0 | 2012年3月30日  | ISBN 978-986-10-8389-6 | 日向 晴明   |
| 6    | 2011年12月13日 | ISBN 978-4-06-341776-0 | 2012年8月7日   | ISBN 978-986-10-9397-0 | 今野 水希   |

## 電視劇

### 演員表

#### 主要人物
- 今野水希 - 櫻庭奈奈美（童年：宮永柚葵）（粵語配音：黃昕瑜）
- 神矢知惠子 - 土屋太鳳（粵語配音：吳羨婷）
- 日向晴明 - 鈴木勝大（粵語配音：鍾見麟）
- 市之瀨春 - 工藤綾乃（粵語配音：何晶晶）
- 薄井千影 - 增田有華（粵語配音：葉曉欣）
- 盛重亞梨紗 - 山下莉緒（粵語配音：黃淑芬）

#### 神奈川縣立陽乃高中
- 五十嵐亘 - 窪田正孝（粵語配音：李凱傑）
- 姬澤櫻 - 高田穗（粵語配音：張頌欣）
- 竹田繪里加 - 森谷文（日语：森谷ふみ）（粵語配音：謝潔貞）
- 光岡百合子 - 山本裕子（日语：山本裕子）（粵語配音：伍秀霞）
- 馬淵校長 - 大石吾朗（日语：大石吾朗）（粵語配音：馮志輝）

#### 生還者家屬
- 今野博和 - 渡邊一惠（粵語配音：張炳強）
- 今野寿美代 - 舟木幸（日语：舟木幸）（粵語配音：朱妙蘭）
- 今野遥 - 瀧裕可里（日语：滝裕可里）（粵語配音：詹健兒）
- 神矢理子 - 古小路志音（粵語配音：成瑤孆）
- 神矢優太郎 - 土師野隆之介（日语：土師野隆之介）（粵語配音：張頌欣）
- 神矢真實子 - 平澤宏宏路（粵語配音：羅孔柔）
- 盛重英次 - 富家規政（日语：冨家規政）（粵語配音：陳欣）

#### 神奈川觀光巴士公司
- 板垣 - 清水一彰（日语：清水一彰）（粵語配音：葉振聲）
- 日下部 - 中谷龍（日语：中谷竜）（粵語配音：張方正）

#### 其他
- 長崎明彦 - 松澤一之（日语：松澤一之）（粵語配音：黃子敬）
- 韮沢祐二 - 市橋正光（粵語配音：朱子聰）

### 音樂
- 主題歌：bump.y《SAVAGE HEAVEN》（波麗佳音）

### 製作人員
- 原作 - 末延景子（講談社）
- 編劇 - 清水友佳子、山岡潤平、千壽實、谷岡由紀
- 音樂 - 遠藤浩二
- 導演 - 塚原亞由子、高野英治、加藤尚樹
- 製作 - 東京電視台、ドリマックス
- 製作公司 - 「リミット」製作委員會

### 集数
| 集数   | 首播日期 | 日语标题                                                | 编剧       | 导演       |
| ------ | -------- | ------------------------------------------------------- | ---------- | ---------- |
| 第1話  | 7月12日  | 女子高生5人の衝撃サバイバルサスペンス絶対に生きて帰る!! | 清水友佳子 | 塚原亞有子 |
| 第2話  | 7月19日  | 女子高生サバイバルここは学校じゃない! 奴隷はお前だ!!    | 山岡潤平   | 塚原亞有子 |
| 第3話  | 7月26日  | 女子高生5人が山で遭難! 嫉妬、暴力、殺意…極限サバイバル  | 山岡潤平   | 高野英治   |
| 第4話  | 8月2日   | 女子高生サバイバル女帝の転落!? もう1人の生存者          | 清水友佳子 | 高野英治   |
| 第5話  | 8月9日   | 女子高生サバイバル火災発生! 6人目の生存者は敵か味方か!? | 千寿みのり | 塚原亞有子 |
| 第6話  | 8月16日  | 女子高生サバイバルついに最悪の事態が…生き残るのは誰だ!? | 清水友佳子 | 高野英治   |
| 第7話  | 8月23日  | ついに第1の殺人…犯人は5人の中に!                        | 山岡潤平   | 加藤尚樹   |
| 第8話  | 8月30日  | 限界突破サバイバル見えない真犯人…もう1人の犠牲者!       | 谷岡由紀   | 塚原亞有子 |
| 第9話  | 9月6日   | 疑惑の行方…暴かれる真犯人                               | 清水友佳子 | 加藤尚樹   |
| 第10話 | 9月13日  | 悪魔の囁き…真実が解き明かされる!                        | 山岡潤平   | 塚原亞有子 |
| 第11話 | 9月20日  | 生き残るのは誰だ!?最後のサバイバル!                     | 清水友佳子 | 加藤尚樹   |
| 最終話 | 9月27日  | 最終回…絶対生きて帰る!前へ、明日へ                      | 清水友佳子 | 塚原亞有子 |

## 外部連結
- （日語）講談社漫畫官網
- （日語）東京電視台官方網站 （页面存档备份，存于）
- （繁體中文）香港無綫電視官方網站 （页面存档备份，存于）